# Soldanella tatricola
Soldanella tatricola är en viveväxtart som beskrevs av Niederle. Soldanella tatricola ingår i släktet alpklockor, och familjen viveväxter. Inga underarter finns listade i Catalogue of Life.